# Charles Poncet de Brétigny
Pour les articles homonymes, voir Poncet et Brétigny.
 (janvier 2017).
Si vous disposez d'ouvrages ou d'articles de référence ou si vous connaissez des sites web de qualité traitant du thème abordé ici, merci de compléter l'article en donnant les références utiles à sa vérifiabilité et en les liant à la section « Notes et références ».
Charles Poncet de Brétigny est un explorateur français du XVIIe siècle. Il est le fondateur de la Compagnie de Rouen et de la colonie de Cayenne en Guyane.

## Biographie
Normand, il se fait convaincre par des explorateurs revenus de la Guyane du climat exceptionnel et obtient une concession du roi de France pour cultiver la France équinoxiale, une terre qui avait auparavant connu les expéditions de Daniel de La Touche, sieur de La Ravardière en 1604 et 1612, et Jessé de Forest en 1623-1624. Brétigny est nommé par le roi « Gouverneur, lieutenant général pour le Roi au pays du Cap de Nord ». 
Le 27 novembre 1643, Charles Poncet de Brétigny arrive en Guyane à la tête de 300 hommes, avec Huet de Navarre comme lieutenant. Il débarque à l'anse d'Armire, site qui deviendra la ville de Remire-Montjoly. Il lui faut deux jours pour longer la côte et choisir une butte avec de la visibilité, le « morne Cépérou », sur l'emplacement actuel de Cayenne, à l'embouchure du fleuve. La butte est rachetée aux Indiens Galibis, elle deviendra le fort Cépérou .
Puis il envoie une expédition au Suriname, où la Compagnie de Rouen construit le premier fort sur la rivière Surinam. En 1645, ses expéditions de colonisation, décimées, se replient sur un site proche de Cayenne qui deviendra la ville de Remire-Montjoly.
Les autochtones, persécutés et humiliés, se révoltent et attaquent la colonie. Charles Poncet de Brétigny meurt en 1644, tué par un Amérindien non loin de Cayenne, sur la pointe de Macouria . Huet de Navarre (en) lui succède comme gouverneur.